# Boëcé
Boëcé är en kommun i departementet Orne i regionen Normandie i nordvästra Frankrike. Kommunen ligger i kantonen Bazoches-sur-Hoëne som tillhör arrondissementet Mortagne-au-Perche. År 2022 hade Boëcé 125 invånare.

## Befolkningsutveckling
Antalet invånare i kommunen Boëcé
| Referens: INSEE |